# Falk Harnack
Pour les articles homonymes, voir Harnack.
Falk Erich Walter Harnack, né à Stuttgart le 2 mars 1913 et mort à Berlin le 3 septembre 1991 , est un réalisateur et scénariste allemand. Pendant la période nazie, il a également été actif dans la résistance allemande.

## Biographie
Falk Harnack est le plus jeune fils de l'artiste peintre Clara Harnack (de), née Reichau, et de l'historien en littérature Otto Harnack (de). Il fait partie d'une famille de savants, d'artistes et de scientifiques, dont plusieurs furent actifs dans la Résistance anti-nazie et de ce fait ont payé de leur vie.
Il étudie entre 1933 et 1937 aux universités de Berlin et de Munich. Son doctorat, écrit en 1936, porte sur l'auteur Karl Bleibtreu. Il exerce en tant que dramaturge au Théâtre national allemand à Weimar.
En 1941, Harnack est appelé pour servir dans l'armée. Il est accusé en 1943 d'avoir des contacts avec le groupe de résistants allemands La Rose blanche (Weißen Rose), pour ses contacts avec les dirigeants Hans Scholl et Alexander Schmorell. Il rencontre également Willi Graf et Kurt Huber lors de la dernière réunion à laquelle il prend part. Le 6 mars 1943, Falk Harnack est arrêté, puis traduit le 19 avril 1943 devant la Cour populaire à Munich. Par manque de preuves, il est le seul acquitté. Il est alors affecté à Athènes et continue à partir de là son activité dans la résistance. Afin d'éviter d'être arrêté par la Gestapo, Falk Harnack déserte au cours de l'hiver 1943 et rejoint le mouvement de partisans grecs ELAS. Il fonde, avec Gerhard Reinhardt (de), le Comité anti-fasciste pour une Allemagne libre et en devient le leader. Il apprend que ses cousins, Ernst von Harnack et Dietrich Bonhoeffer ainsi que son beau-frère, Hans von Dohnányi, ont été exécutés au début de l'année 1945 par les SS.
Après la guerre, il est dramaturge et directeur du Bayerisches Staatsschauspiel à Munich. En 1947, à Berlin, il est directeur au Deutsches Theater et du Berliner Kammerspielen. De 1949 à 1952, il est directeur artistique à la DEFA. Il travaille également pour la société de production CCC-Film, fondée en 1946 par Artur Brauner, et est, à l'instar de Helmut Käutner et de Wolfgang Staudte, un des réalisateurs de films les plus importants du cinéma allemand d'après-guerre. En 1955 il réalise le film, dont il est également coscénariste, décrivant les préparatifs de la tentative d'assassinat d'Adolf Hitler par des membres de la résistance allemande, Le 20 Juillet.
En 1961, il est membre du jury de la Berlinale.
Falk Harnack était l'époux de Käthe Braun (de), une actrice qui a joué dans plusieurs de ses films.

## Filmographie partielle
- 1951 : La Hache de Wandsbek (de) (Das Beil von Wandsbek)
- 1955 : Le 20 Juillet (Der 20. Juli)
- 1956 : Nacht der Entscheidung (de)
- 1956 : Anastasia, la dernière fille du tsar (Anastasia - Die letzte Zarentochter)
- 1957 : Cœurs dans la tourmente (de) (Wie ein Sturmwind)
- 1958 : Les Chiens sont lâchés (Unruhige Nacht)
- 1962 : Jeder stirbt für sich allein, téléfilm
- 1964 : Ein Frauenarzt klagt an (de)